# 덴마크 총리
덴마크 총리(덴마크어: Statsminister)는 덴마크의 정부수반이다. 현재 총리는 메테 프레데릭센이며, 2019년 6월 27일에 취임했다. 덴마크의 총선거는 직접선거이며 4년마다 치러진다. 불신임을 받은 총리는 의회를 즉시 해산하여 다시 선거를 치러야 한다.

## 명칭
1848년부터 1855년까지는 'Premierminister'라고 불리다가, 1855년 'Konseilspræsident'로 바뀌었다. 1918년에는 'Statsminister'로 바뀌었다.

## 대재상 목록
| 대수 | 이름                                 | 이미지 | 취임            | 퇴임             | 정당 |
| ---- | ------------------------------------ | ------ | --------------- | ---------------- | ---- |
| 1    | 프레데리크 알레펠트                  |        | 1676년          | 1686년 7월 7일   |      |
| 2    | 콘라트 폰 레벤틀로브                 |        | 1699년 8월 26일 | 1708년 7월 21일  |      |
| 3    | 크리스티안 크리스토페르센 세헤스테드 |        | 1708년          | 1721년           |      |
| 4    | 울리크 아돌프 홀스테인               |        | 1721년 6월 20일 | 1730년 10월 17일 |      |
| 5    | 이베르 로센크란츠                    |        | 1721년 6월 20일 | 1735년 5월 12일  |      |
| 6    | 요한 루드비 홀스테인                 |        | 1735년 5월 12일 | 1751년           |      |

## 총리 목록
| 대수 | 이름                                  | 이미지 | 취임             | 퇴임             | 정당       |
| ---- | ------------------------------------- | ------ | ---------------- | ---------------- | ---------- |
| 1    | 아담 빌헬름 몰트케                    |        | 1848년 3월 22일  | 1852년 1월 27일  |            |
| 2    | 크리스티안 알브레크트 블루메          |        | 1852년 1월 27일  | 1853년 4월 21일  |            |
| 3    | 아네르스 사뇌 외르스테드              |        | 1853년 4월 21일  | 1854년 12월 12일 |            |
| 4    | 페테르 게오르그 방                    |        | 1854년 12월 12일 | 1856년 10월 18일 |            |
| 5    | 카를 크리스토페르 게오르그 안드레     |        | 1856년 10월 18일 | 1857년 5월 13일  |            |
| 6    | 카를 크리스티안 할                    |        | 1857년 5월 13일  | 1859년 12월 2일  |            |
| 7    | 카를 에드바르 로트비트                |        | 1859년 12월 2일  | 1860년 2월 8일   |            |
| 8    | 카를 크리스티안 할                    |        | 1860년 2월 8일   | 1863년 12월 31일 |            |
| 9    | 디틀레브 고트하르트 몬라트            |        | 1863년 12월 31일 | 1864년 7월 11일  |            |
| 10   | 크리스티안 알브레크트 블루메          |        | 1864년 7월 11일  | 1865년 11월 6일  |            |
| 11   | 크리스티안 에밀 크라그유엘빈프리스    |        | 1865년 11월 6일  | 1870년 5월 28일  |            |
| 12   | 루드비 홀스테인홀스테인보르           |        | 1870년 5월 28일  | 1874년 7월 14일  |            |
| 13   | 크리스텐 안드레아스 포네스베크        |        | 1874년 7월 14일  | 1875년 6월 11일  |            |
| 14   | 야코브 브뢰눔 스카베니우스 에스트루프 |        | 1875년 6월 11일  | 1894년 8월 7일   |            |
| 15   | 타게 레츠토트                         |        | 1894년 8월 7일   | 1897년 3월 23일  |            |
| 16   | 후고 에그몬트 회링                    |        | 1897년 5월 23일  | 1900년 4월 27일  |            |
| 17   | 하니발 세헤스테드                     |        | 1900년 4월 27일  | 1901년 7월 24일  |            |
| 18   | 요한 헨리크 데운체르                  |        | 1901년 7월 24일  | 1905년 1월 14일  |            |
| 19   | 옌스 크리스티안 크리스텐센            |        | 1905년 1월 14일  | 1908년 10월 12일 | 벤스터     |
| 20   | 닐스 네르고르                         |        | 1908년 10월 12일 | 1909년 8월 16일  | 벤스터     |
| 21   | 루드비 홀스테인레드레보르             |        | 1909년 8월 16일  | 1909년 10월 28일 | 벤스터     |
| 22   | 카를 테오도르 잘레                    |        | 1909년 10월 28일 | 1910년 7월 5일   | 사회자유당 |
| 23   | 클라우스 베른트센                     |        | 1910년 7월 5일   | 1913년 7월 21일  | 벤스터     |
| 24   | 카를 테오도르 잘레                    |        | 1913년 7월 21일  | 1920년 3월 30일  | 사회자유당 |
| 25   | 오토 리베                             |        | 1920년 3월 30일  | 1920년 4월 5일   | 무소속     |
| 26   | 미샤엘 페데르센 프리스                |        | 1920년 4월 5일   | 1920년 5월 5일   | 무소속     |
| 27   | 닐스 네르고르                         |        | 1920년 5월 5일   | 1924년 4월 23일  | 벤스터     |
| 28   | 토르발 스타우닝                       |        | 1924년 4월 24일  | 1926년 12월 14일 | 사회민주당 |
| 29   | 토마스 마센뮈그달                     |        | 1926년 12월 14일 | 1929년 4월 30일  | 벤스터     |
| 30   | 토르발 스타우닝                       |        | 1929년 4월 30일  | 1942년 5월 3일   | 사회민주당 |
| 31   | 빌헬름 불                             |        | 1942년 5월 4일   | 1942년 11월 9일  | 사회민주당 |
| 32   | 에리크 스카베니우스                   |        | 1942년 11월 9일  | 1943년 8월 29일  | 사회자유당 |
| 33   | 빌헬름 불                             |        | 1945년 5월 5일   | 1945년 11월 7일  | 사회민주당 |
| 34   | 크누드 크리스텐센                     |        | 1945년 11월 7일  | 1947년 11월 13일 | 벤스터     |
| 35   | 한스 헤드토프트                       |        | 1947년 11월 13일 | 1950년 10월 30일 | 사회민주당 |
| 36   | 에리크 에릭센                         |        | 1950년 10월 30일 | 1953년 9월 30일  | 벤스터     |
| 37   | 한스 헤드토프트                       |        | 1953년 9월 30일  | 1955년 1월 29일  | 사회민주당 |
| 38   | 한스 크리스티안 한센                  |        | 1955년 2월 1일   | 1960년 2월 19일  | 사회민주당 |
| 39   | 비고 캄프만                           |        | 1960년 2월 21일  | 1962년 9월 3일   | 사회민주당 |
| 40   | 옌스 오토 크라그                      |        | 1962년 9월 3일   | 1968년 2월 2일   | 사회민주당 |
| 41   | 힐마르 바운스고르                     |        | 1968년 2월 2일   | 1971년 10월 11일 | 사회자유당 |
| 42   | 옌스 오토 크라그                      |        | 1971년 10월 11일 | 1972년 10월 5일  | 사회민주당 |
| 43   | 앙케르 예르겐센                       |        | 1972년 10월 5일  | 1973년 12월 19일 | 사회민주당 |
| 44   | 포울 하르틀링                         |        | 1973년 12월 19일 | 1975년 2월 13일  | 벤스터     |
| 45   | 앙케르 예르겐센                       |        | 1975년 2월 13일  | 1982년 9월 10일  | 사회민주당 |
| 46   | 포울 슐뤼테르                         |        | 1982년 9월 10일  | 1993년 1월 25일  | 보수인민당 |
| 47   | 포울 뉘루프 라스무센                  |        | 1993년 1월 25일  | 2001년 11월 27일 | 사회민주당 |
| 48   | 아네르스 포그 라스무센                |        | 2001년 11월 27일 | 2009년 4월 5일   | 벤스터     |
| 49   | 라르스 뢰케 라스무센                  |        | 2009년 4월 5일   | 2011년 10월 3일  | 벤스터     |
| 50   | 헬레 토르닝슈미트                     |        | 2011년 10월 3일  | 2015년 6월 18일  | 사회민주당 |
| 51   | 라르스 뢰케 라스무센                  |        | 2015년 6월 18일  | 2019년 6월 27일  | 벤스터     |
| 52   | 메테 프레데릭센                       |        | 2019년 6월 27일  |                  | 사회민주당 |

## 같이 보기
- 여총리 비르기트